# دهستان حسنلو
حسنلو، دهستانی از توابع بخش محمدیار شهرستان نقده در استان آذربایجان غربی است.
مرکز این دهستان روستای حسنلو است.
براساس سرشماری مرکز آمار ایران در سال ۱۳۹۵، جمعیت این دهستان برابر با ۳٬۸۷۵ نفر (۱٬۲۲۹ خانوار) بوده است.